# Сара Сійпола
Сара Сійпола (фін. Sara Siipola, нар. 24 березня 1997, Лайгія, Фінляндія) — фінська співачка та авторка пісень. У 2019 році вона підписала контракт із Sony Music і випустила свій перший сингл «Rohkee sydän». Сійпола піднялася на четверте місце в списку YleX (фінська радіостанція) Läpimurto 2020.
Сійпола випустила сингли «Rohkee sydän», «What I'm Doing Here», «You're Not Mine Anymore», «Thelma & Louise», «Kokonaan» і «Peto». Сійпола є запрошеним виконавцем у синглі Aste «Kuka suojelee sua».
26 березня 2021 року випустила свій дебютний альбом Kaunis kun itken. Жанри альбому — соул і поп.

## Раннє життя
Сійпола народилася в Лайгії в 1997 році. У 2017 році їй поставили діагноз РДУГ.

## Кар'єра
У 2017 році підписала артистичний контракт із M-Eazy Music і менеджерський контракт із Hannu Sormusen's Aspen Music. У 2019 році вона також підписала контракт на запис із Sony Music. Випущений восени 2019 року дебютний сингл «Rohkee såðin» увійшов безпосередньо до топ-100 списку Spotify і плейлистів YleX і Radio Suomen. Також пісня прозвучала в межах рекламної кампанії програми Toisenlaiset teiniäidit навесні 2020 року. «Brave heart» переміг у голосуванні Radio Suomen Levylautakuna в жовтні 2019 року.
Другий сингл Сійполи «What Am I Doing Here» також потрапив у плейлист YleX. Третій сингл «Sä et oo no longer mulle se» піднявся до 78 місця в списку Spotify і списку відтворення Radio Suomen. У листопаді 2020 року співачка виступила на концерті Yle Nenäpäivä. Сара Сійпола брала участь у сьомому сезоні програми Tähdet, tähdet (укр. Зірки, зірки), яка вийшла навесні 2023 року на Nelose. Сингл Сійполи «Susta tulle tähti» досяг 47 місця в офіційному списку синглів Фінляндії.
Сійпола брала участь у Uuden Musiikin Kilpailu 2024, фінському відборі на пісенний конкурс Євробачення 2024, з піснею «Paskana», яка посіла друге місце в Singlelista і 24 місце в Radiolista.

## Дискографія

### Студійні альбоми
| Назва            | Подробиці | Пікові позиції в чартах |
| Назва            | Подробиці | FIN                     |
| ---------------- | --- | ----------------------- |
| Kaunis kun itken | - Випущено: 26 березня 202 - Лейбл: Sony Music Entertainment Finland - Формат: цифрове завантаження, потокове передавання | 49                      |

### Сингли

#### Як головна співачка
| Назва                                                                               | Рік  | Пікові позиції в чартах | Альбом або EP        |
| Назва                                                                               | Рік  | FIN                     | Альбом або EP        |
| ----------------------------------------------------------------------------------- | ---- | ----------------------- | -------------------- |
| «Rohkee sydän»                                                                      | 2019 | —                       | Kaunis kun itken     |
| «Mitä mä täällä teen»                                                               | 2019 | —                       | Kaunis kun itken     |
| «Sä et oo enää mulle se»                                                            | 2020 | —                       | Kaunis kun itken     |
| «Thelma & Louise»                                                                   | 2020 | —                       | Kaunis kun itken     |
| «Kokonaan»                                                                          | 2020 | —                       | Kaunis kun itken     |
| «Paha kiertämään»                                                                   | 2022 | —                       | Сингли поза альбомом |
| «Ferrari»                                                                           | 2023 | —                       | Сингли поза альбомом |
| «Susta tulee tähti»                                                                 | 2023 | 47                      | Сингли поза альбомом |
| «Uusi musta»                                                                        | 2023 | —                       | Сингли поза альбомом |
| «Paskana»                                                                           | 2024 | 2                       | Сингли поза альбомом |
| «Juostaan» (з Sexmane)                                                              | 2024 | 1                       | Sanon sen nyt ääneen |
| «Rakasta mua, rakasta mua, rakasta»                                                 | 2024 | 10                      | Sanon sen nyt ääneen |
| «—» позначає запис, який не потрапив у чарти або не був випущений на цій території. |      |                         |                      |

#### Як запрошена співачка
| Назва                                             | Рік  | Альбом або EP    |
| ------------------------------------------------- | ---- | ---------------- |
| «Kuka suojelee sua» (Aste за участю Сари Сійпори) | 2020 | Everyday Porrada |